# Почвы Азербайджана
В Азербайджане в горных, предгорных и равнинных условиях в связи с изменением таких параметров как: высоты местности, климата, растительного покрова, почвообразующих пород, возраста и хозяйственной деятельности человека распространены резко отличающиеся друг от друга почвенные типы, подтипы, разноси и более мелкие группировки по механическому составу, степени эрозированности и другим признакам.
Высота местности влияет на изменение климата, растительного покрова, а они, в свою очередь, — на изменения в процессе почвообразования. Смена почвенных типов происходит поясами, при этом наблюдается определённая пестрота внутри основных почвенных зон.
Горно-луговые почвы распространены в альпийском и субальпийском поясах Большого и Малого Кавказа на высоте 1500—1600 м и до высоты 2600—3000 м. В некоторых случаях, как, например, на южном склоне Большого Кавказа и в Ленкоранской области, начиная с высоты 1800 м, местами на отдельных участках они встречаются на высоте 1700 м — горы Тогра (Шекинский район), Гирдаль-Мильк (Варташенский район).
Горно-лесные почвы распространены на склонах Большого и Малого Кавказа, в горной части Ленкоранской зоны, в горах Талыша, занимают среднюю часть горных склонов. Почвообразовательный процесс протекает в различных условиях увлажнения от сухого до влажно-субтропического. Они занимают высотные отметки 800—2200 м, а естественная граница в своё время находилась на высоте 2500 м. На территории республики встречаются как горно-лесные бурые, так и горно-лесные коричневые, остепненные и олуговелые разности, послелесные, черноземы и перегнойно-карбонатные и др.
Зона горно-степных почв начинается у нижней границы леса и проходит через переходный пояс с наличием серо-коричневых почв, под кустарниково-сухостепной, ксерофитной лесной растительностью. Далее пояс сменяется сухостепной зоной, которую в низкогорной, предгорной частях Большого и Малого Кавказа, Прикуринской наклонной равнине, в Ленкоранской зоне занимают террасы Каспия, расчленённые оврагами и балками. Эти почвы в основном распространены на высотах 100—800 м широкой полосой.
Желтоземные почвы встречаются в предгориях и низменностях гор Ленкоранской области. Формируются в условиях влажного субтропического климата средиземноморского типа со среднегодовой температурой около 14,5 °C.
Желтоземные почвы формируются под лесами каштанолистного дуба. Большие площади заняты чайными плантациями. Почвы представлены горными желтоземами и желтоземно-подзолистыми разновидностями влажно-субтропического почвообразования.
На территории Азербайджана степным и полупустынным характером обладает Кура-Араксинская низменность, на которой находятся Ширванская, Карабахская, Мильская, Муганская, Сальянская степи, в северо-восточной части республики — Самур-Апшеронский район (Куба-Хачмазская низменность, равнина Богаз и др.) и Ленкоранская низменность, занимающая северную половину области.